# Culpaansvar
Culpaansvar är ett juridiskt begrepp. Det innebär att den som av vårdslöshet orsakar en skada ansvarar för att ersätta denna.
Culpaansvar är grundregeln för ansvarsutdömande inom förmögenhetsrätten. En avtalspart som tillfogar motparten en ekonomisk skada är skadeståndskyldig, om kontraktsbrottet orsakats av culpa (vårdslöshet).